# Galaxion (Monat)
Galaxion (altgriechisch Γαλαξιών) war einer der Monate in zumindest zwei antiken griechischen Kalendern, die auf dem ionischen Kalender fußen. 
Der Monat ist inschriftlich für die Kalender von Delos und Thasos bezeugt. Auf Delos stand er zwischen dem Hieros und dem Artemision, auf Thasos folgte der Galaxion dem Anthesterion und stand ebenfalls vor dem Artemision. Im attischen Kalender, dem Referenzkalender für ionische Lokalkalender, wird er mit dem Elaphebolion gleichgesetzt, der im julianischen Kalender etwa dem März entspricht.
Der Name beruht auf dem Fest Galaxia, das zu Ehren der Göttermutter Kybele begangen wurde. Das Fest, bei dem das Kochen von Brei eine wesentliche Rolle spielte (γαλαξία hieß ein aus Gerstenmehl und Milch gekochter Brei, der zu diesem Fest zubereitet wurde), ist nur für Athen bezeugt, wird wegen des Monatsnamens aber auch für andere Poleis Ioniens angenommen. Der Monat, in dem es in Athen gefeiert wurde, ist nicht überliefert; wegen der Parallelisierung des Galaxion mit dem attischen Elaphebolion wird es jedoch in diesem Monat verortet. Möglicherweise leitet sich der Monatsname auch von einem unbekannten Fest des Gottes Apollon ab, der in Böotien mit der Epiklese Galaxios verehrt wurde und dort ein Galaxion genanntes Heiligtum hatte.